# 시민-시민권당
시민-시민권당(스페인어: Ciudadanos-Partido de la Ciudadanía 시우다다노스-파르티도 데 라 시우다다니아[*]) 또는 줄여서 시민당은 스페인의 중도우파 정당이다.
2006년 7월 카탈루냐의 시민사회의 유명 인물들을 중심으로 카탈루냐에서 창당하였으며, 2017년 카탈루냐 지방 선거에서 36석을 흭득하여 제1당의 자리를 차지하였다.
초기에는 사회민주주의, 사회자유주의를 표방하는 중도좌파 정당이었으나, 2017년 2월 전후로 기존의 사민주의 강령을 상당수 포기하면서 우경화되었으며 2018-19년을 기준으로 국민당과 Vox 사이에서 중도우파 정당의 주도권을 두고 경쟁하는 중이다.
주류 언론들과 CIS는 이 당을 우파로 분류하고 있으며, 카탈루냐 내셔널리즘에 반대하는 정당으로 알려져 있다.
2005년 당시 정치 조직은 "카탈루냐의 시민"으로, 2006년부터 정당으로 조직되었다. 2006년 카탈루냐 지방 선거에서 3석을 흭득, 선전하기 시작했다.